# Голубой гну
Голубо́й гну, или полосатый гну (лат. Connochaetes taurinus) — вид млекопитающих из семейства полорогих (Bovidae). Это одна из немногих африканских антилоп, сохранившихся в значительных количествах за пределами охраняемых территорий.

## Внешний вид
Голубой гну — достаточно крупное млекопитающее с мощной мускулатурой, стройными ногами, большими рогами коровьего типа и крепкой мордой. Голова тяжёлая. Для голубого гну характерен половой диморфизм: самцы крупнее и темнее, чем  самки.  У самцов рога более толстые. Длина тела составляет от 170 до 250 см. Средняя высота в холке - 115–151 см. Взрослые самцы весят от 170 до 410 кг, а самки - от 140 до 260 кг. Для этого вида характерен  длинный черный хвост, около 60–100 см длиной.
Окрас животного голубовато-серый, по бокам голубого гну проходят тёмные поперечные полосы. Морда, грива и хвост черноватого цвета. Окраска рогов серо-чёрная или чёрная. Спина прямая либо покатая назад. У самок присутствует одна пара сосков.
Череп вытянутый. Мозговой отдел меньше лицевого, и составляет примерно 1/4 — 1/3 от длины лицевого отдела.
Голос голубого гну — короткое, громкое, гнусавое хрюканье.

### Подвиды
У C. taurinus выделяют пять подвидов:

Распространение подвидов:
C. t. taurinus
C. t. cooksoni
C. t. johnstoni
C. t. albojubatus
C. t. mearnsi

- C. t. taurinus (Burchell, 1824), голубая антилопа-гну или пятнистый гну встречается в южной части Африки. Её ареал простирается от Намибии и Южной Африки до Мозамбика (к северу от Оранжевой реки) и от юго-западной Замбии (к югу от реки Замбези) до южной части Анголы.
- C. t. johnstoni (Sclater, 1896), ньяссалендская антилопа-гну встречается от Мозамбика (к северу от реки Замбези) до восточно-центральной Танзании. В настоящее время этот подвид истреблён в Малави.
- C. t. albojubatus (Thomas, 1912), восточная белобородая антилопа-гну встречается в рифтовой долине Грегори (к югу от экватора). Её ареал простирается от северной Танзании до центральной Кении.
- C. t. mearnsi (Heller, 1913), западная белобородая гну встречается в северной Танзании и южной Кении. Её ареал простирается к западу от рифтовой долины Грегори до Спик-Бэй на озере Виктория.
- C. t. cooksoni (Blaine, 1914), антилопы-гну Куксона обитают в долине Луангва в Замбии. Иногда они могут заходить в район плато в центральной части Малави.

### Гибриды
Известно, что голубой гну может гибридизировать с белохвостым гну. Различия в социальном поведении и среде обитания исторически препятствовали межвидовой гибридизации, но она может происходить, когда оба вида обитают на одной и той же территории, а потомство этих двух видов обычно плодовито. Изучение этих гибридных животных в природном заповеднике Спиоенкопская плотина в Южной Африке показало, что у многих из них были врожденные аномалии, связанные с зубами, рогами и вставочными (или вормиевыми) костями черепа. В другом исследовании сообщалось об увеличении размера гибрида по сравнению с любым из его родителей. У некоторых гибридных животных слуховые барабаны сильно деформированы, а у других лучевая и локтевая кости слиты.

## Поведение

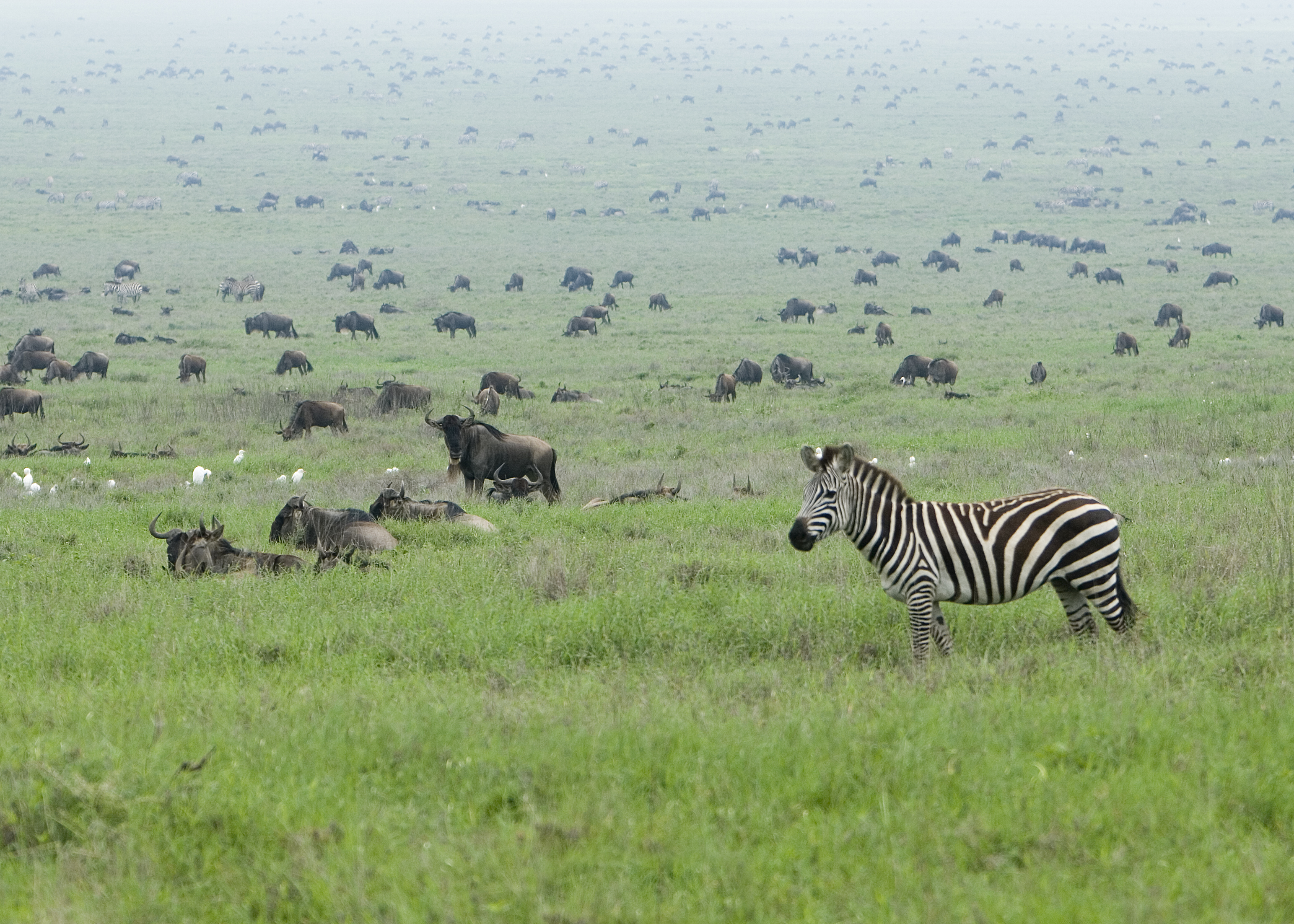
Миграция голубых гну и зебр в Серенгети

### Места обитания
Голубые гну обитают в местах, не слишком влажных, но и не слишком сухих. Типичные места обитаний варьируют от обширных низкотравных равнин и саванн до сухого редколесья и густых зарослей колючего кустарника. Встречаются голубые гну как на низменных, так и на возвышенных участках.

### Образ жизни

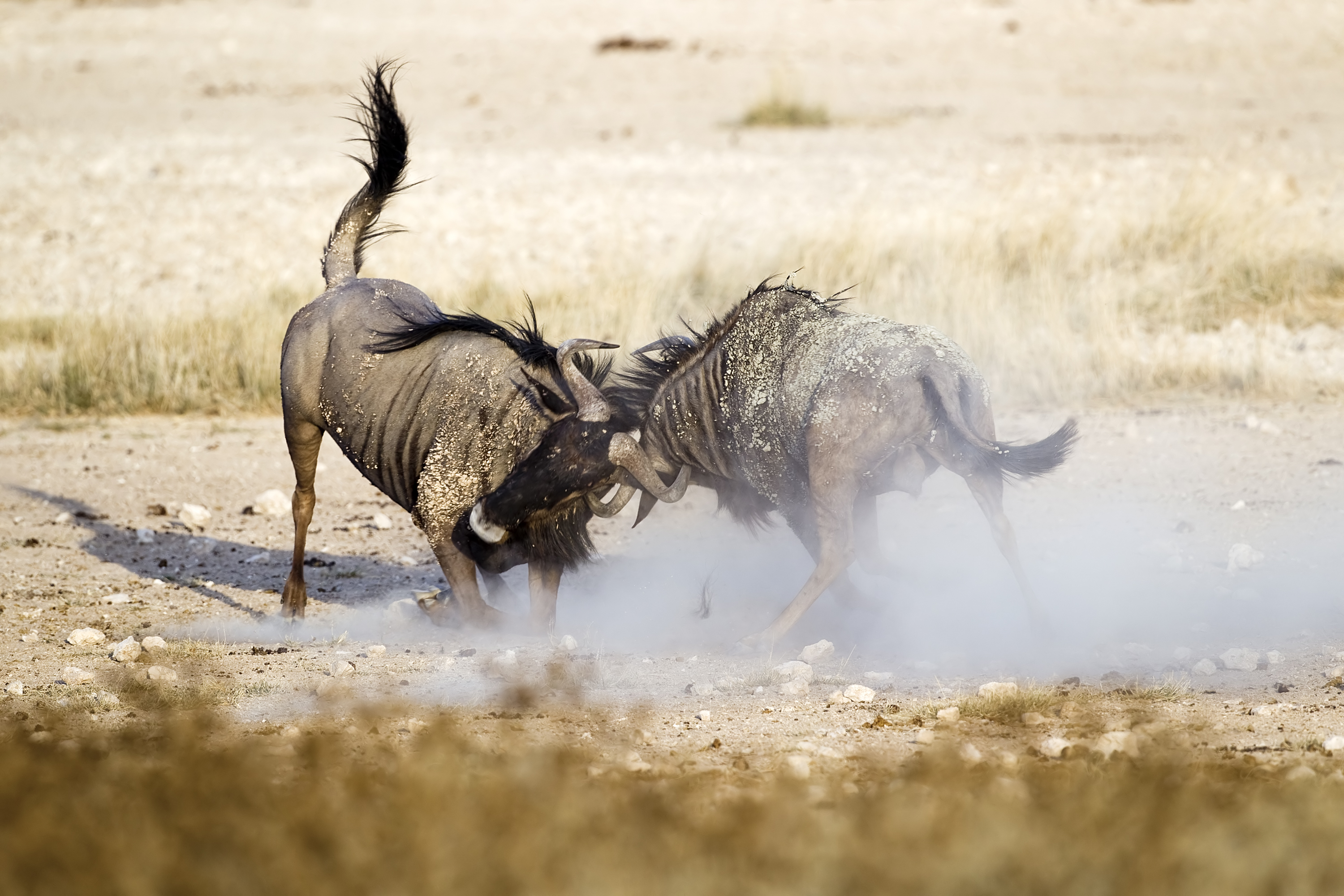
Битва самцов

Голубые гну являются территориальными общественными животными. Малые стада образуются только из самок и их детёнышей. Эти стада, как правило, занимают небольшую территорию и могут сливаться друг с другом. Через год самцы покидают стада и присоединяются к стадам «холостяков». В составе стада постоянно находятся одни и те же самки, и когда новая самка пытается войти в чужое стадо, она подвергается преследованиям. Однако в случае, когда много стад сгруппированы вместе, для самок весьма обычно переходить из одного стада в другое. В конце сезона дождей самки образуют свои собственные группы, но с наступлением сухого сезона возвращаются в стада. Количество особей в стаде обуславливается количеством осадков, количеством пастбищ в сухой сезон и другими факторами окружающей среды. Также вместе с гну часто пасутся антилопы других видов, зебры, жирафы, слоны, буйволы, носороги и страусы.

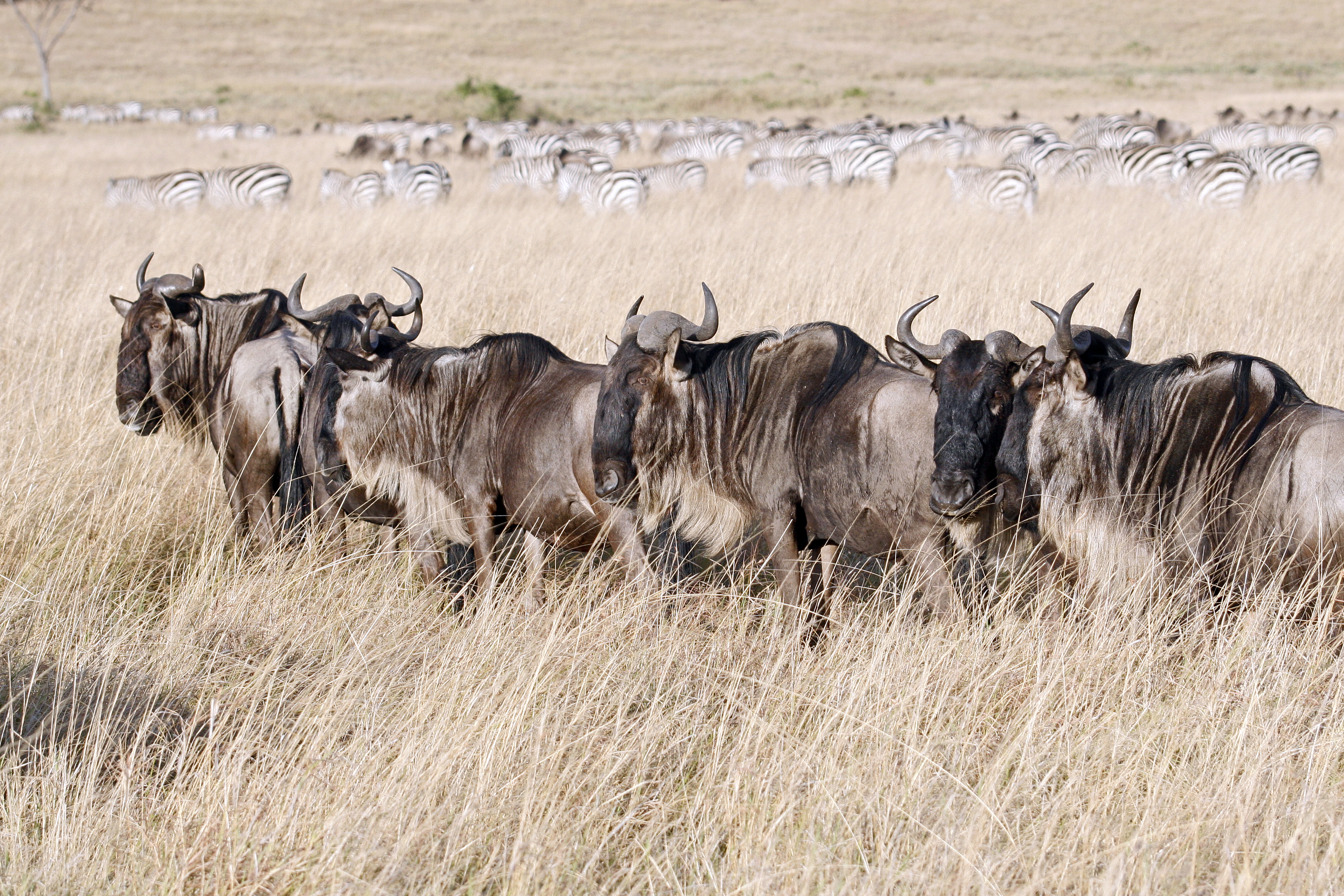
Стадо голубых гну в Масаи-Мара

В отличие от топи, самцы голубого гну маркируют не всю границу участка, а лишь кое-где оставляют на траве выделения предглазничных желез. Величина такого участка в диаметре редко превышает 100—120 м. Когда возникают бои на границах участка, самцы голубого гну становятся в ту же позу, что и самцы топи — «на колени».
У голубых гну есть одно интересное явление — иногда практически все особи могут подвергаться так называемому «припадку»: они начинают бегать на месте по кругу, взбрыкивать задними ногами и делать угрожающие выпады головой. «Припадок» длится недолго: после нескольких скачков животные успокаиваются. Научного объяснения этому явлению пока что нет.
Джералд Даррелл так описывал брачное поведение голубых гну:

Больше всего хочется сравнить их с острым приступом пляски святого Витта. Какие-то па я уподобил бы народным танцам, не будь они такими буйными… Пожалуй, было в плясках гну что-то от балета… но все-таки даже самая наисовременнейшая балерина сочла бы их движения чересчур экстравагантными.

Средняя продолжительность жизни в неволе составляет 20 лет. Максимальная продолжительность жизни в неволе 24,3 года. Возраст, до которого доживают голубые антилопы гну в дикой природе, является спорным.

### Питание
Голубые гну питаются только травами определённых видов. Поэтому в большинстве мест своего обитания у них происходят миграции — перемещения в те места, где уже прошли дожди и есть необходимый корм.
В некоторых районах, которые естественным образом отграничены, например, в кратере Нгоронгоро, голубые гну не мигрируют, а лишь совершают перемещения в течение дня со склонов к низменностям, так как там находятся места водопоя.

### Размножение

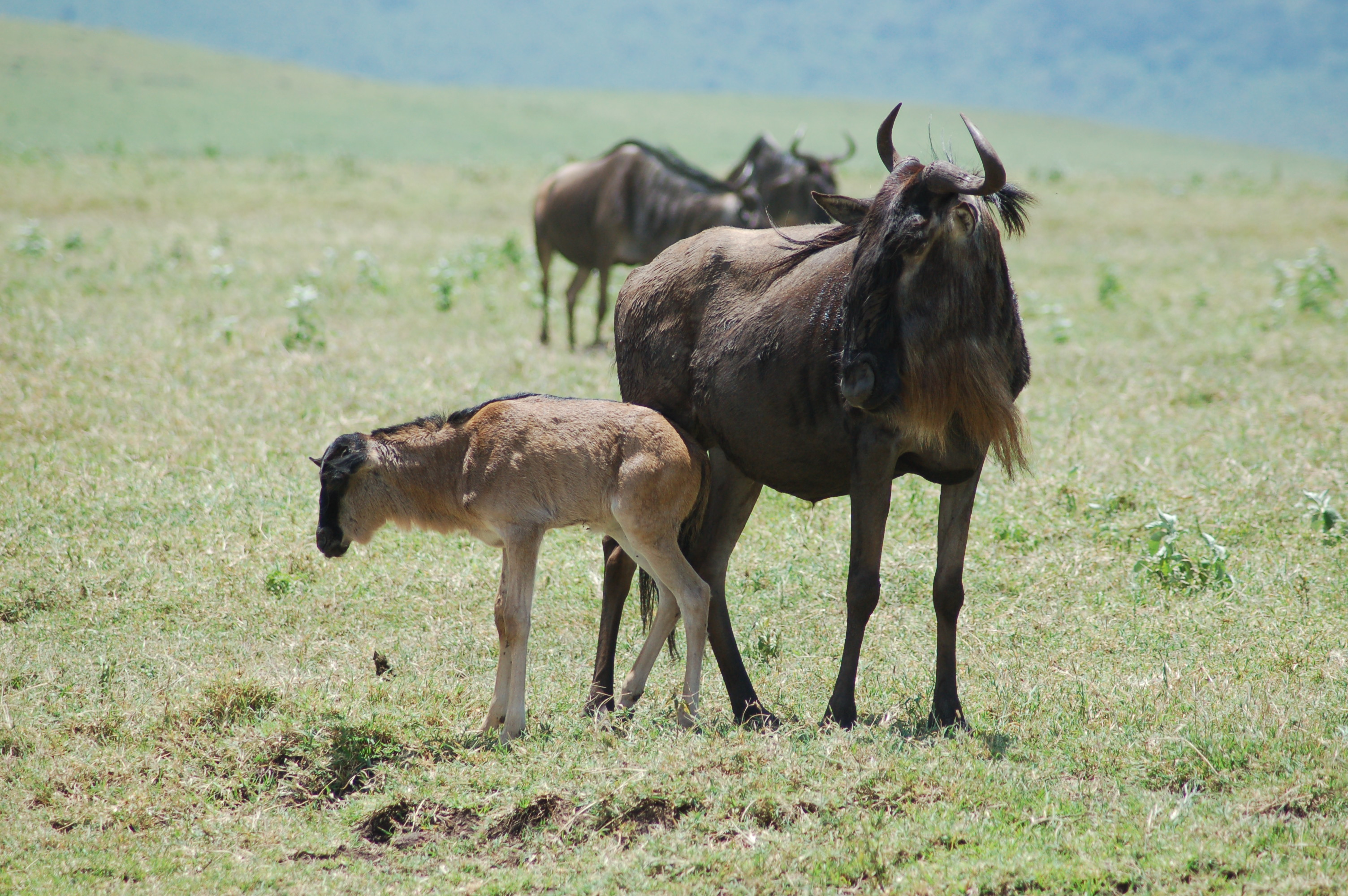
Самка с детёнышем. Кратер Нгоронгоро

Период гона у голубых гну начинается во время дождливого сезона — в апреле, и продолжается до июня-июля. Беременность длится 8-9 месяцев. Массовое рождение детёнышей происходит с февраля по март, в некоторых районах немного позднее. Связано это с тем, что телёнок рождается во время дождливого сезона, и может питаться сочной растительностью. Самка рождает одного, реже двух детёнышей. Появление первого телёнка — довольно волнующее событие для стада, и очень часто матери приходится приложить немало усилий, чтобы отогнать сородичей от него. Новорожденный покрыт ровным бурым мехом, который совершенно не напоминает мех взрослых животных. Как и у остальных коровьих антилоп, телёнок может следовать за матерью уже с первых часов жизни. Такое поведение чрезвычайно важно, так как в саванне очень много хищников, от которых негде укрыться. Материнским молоком молодняк питается до 7-8 месяцев.
Максимальная продолжительность жизни в неволе — 24,3 года. Самцы могут оплодотворять самок только после 2,5 лет после рождения, несмотря на то, что половой зрелости они достигают намного раньше. Самки могут размножаться в более раннем возрасте.

### Защита от врагов

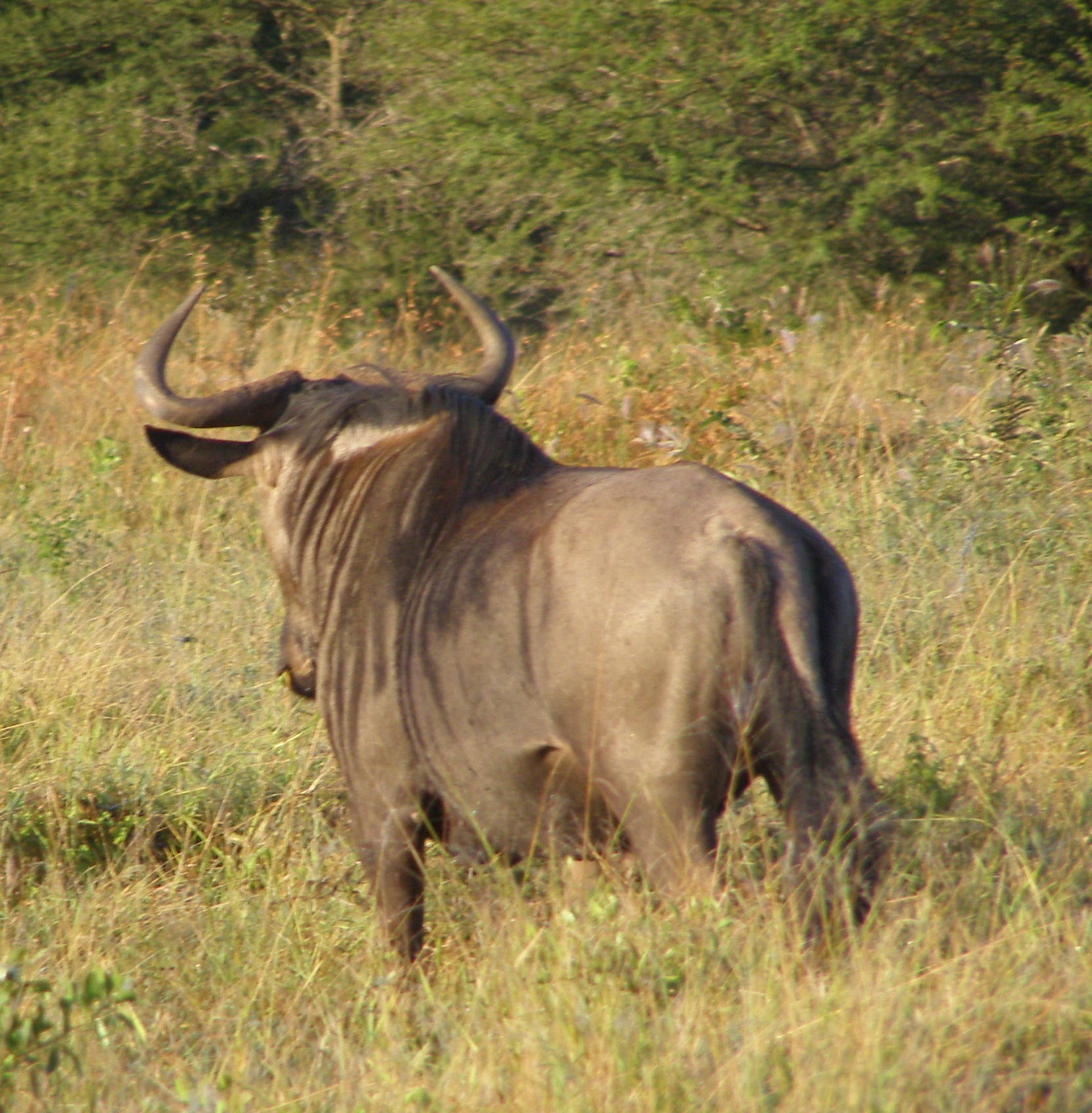
На спине голубого гну отчётливо видны полосы

Голубые гну очень часто становятся жертвой львов и гиеновых собак. От других хищников днём гну могут отбиваться вполне успешно. Однако ночью, во всеобщей панике, они становятся беззащитными перед хищниками.
При опасности голубые гну могут убегать, при этом иногда прыгая высоко вверх.
Много голубых гну погибает при переправе через реки, кишащие крокодилами.

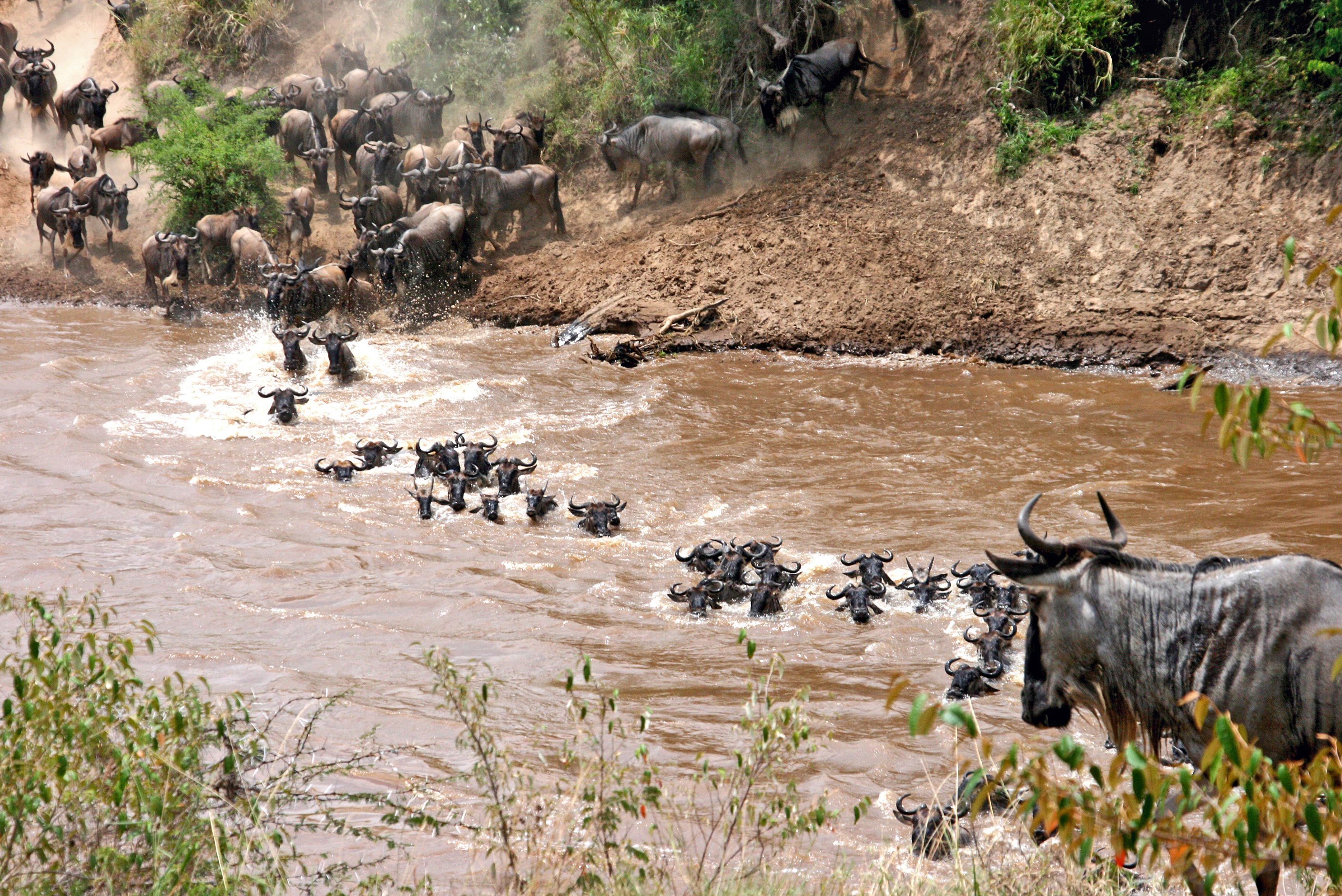
Переправа голубых гну через реку

## Распространение
Голубой гну широко распространён в саваннах Кении и Танзании, Замбии, Намибии, Ботсваны, Мозамбика вплоть до Южной Африки.

## Охранный статус

### Численность популяции
По оценкам специалистов, в конце 1990-х годов численность популяции голубого гну составляла приблизительно 1,2 млн особей. Бо́льшая часть популяции (около 70 %) водится в Серенгети. Там насчитывалось около 942 тыс. особей данного вида. Количество голубых гну значительно упало после тяжёлой засухи 1993 года.
Согласно последним оценкам, численность голубого гну составляет около 1,55 млн особей. Бо́льшая их часть (1,3 млн особей) обитает в Серенгети.

### Грозящие виду опасности
Хотя считается, что голубые гну испытывают естественные колебания популяции, сейчас их количество сократилось из-за экологических факторов, таких как засуха. Виду также угрожает хозяйственная деятельность человека: распространение поселений, расширение скотоводства и земледелия. Однако наибольшую угрозу представляют препятствия, которые не позволяют голубым гну мигрировать по обычным маршрутам. К ним относятся заборы и отвод водных потоков в целях орошения.
МСОП присвоил таксон охранный статус «Виды, вызывающие наименьшие опасения» (LC).

## Галерея
|                                                                |  |  |  |
| Слева направо: 1, 2 — общий вид животного; 3 — морда; 4 — рога |  |  |  |